# Campeonato Mundial Femenino de Clubes de la FIVB de 2024
El Campeonato Mundial Femenino de Clubes de la FIVB de 2024 es la decimoséptima edición del Campeonato Mundial de Clubes de la FIVB. Se realiza por segunda vez consecutiva en la ciudad de Hangzhou (China) del 17 al 22 de diciembre de 2024.

## Formato y modo de disputa
Los equipos se dividieron en dos grupos de cuatro integrantes cada uno donde se enfrentan en un sistema de todos contra todos. Los dos primeros de cada grupo avanzarán a una semifinal en donde se enfrentarán de forma cruzada: el primero del grupo A contra el segundo del grupo B y viceversa. Los ganadores de las semifinales pasarán a la final, mientras que los perdedores disputarán un partido por el tercer puesto. Todos los partidos se disputan en la ciudad china de Hangzhou, con el club Tianjin Bohai Bank actuando como anfitrión.

## Equipos participantes
| Equipo (Confederación)              | Vía de clasificación         |
| ----------------------------------- | ---------------------------- |
| Tianjin Bohai Bank (CAV)            | Equipo anfitrión             |
| Nec Red Rockets Kawasaki (CAV)      | Campeón asiático 2024        |
| LP Bank Ninh Bình (CAV)             | Subcampeón asiático 2024     |
| Prosecco Doc Imoco Conegliano (CEV) | Campeón europeo 2024         |
| Numia Vero Volley Milano (CEV)      | Subcampeón europeo 2024      |
| Gerdau Minas (CSV)                  | Campeón sudamericano 2024    |
| Dentil Praia Clube (CSV)            | Subcampeón sudamericano 2024 |
| Zamalek Sporting Club (CAVB)        | Campeón africano 2024        |

## Resultados

### Grupo A
| Pos. | Equipo                   | Pts | Partidos | Partidos | Partidos | Sets | Sets | Sets  | Puntos | Puntos | Puntos |
| Pos. | Equipo                   | Pts | PJ       | PG       | PP       | SG   | SP   | SR    | PG     | PP     | PR     |
| ---- | ------------------------ | --- | -------- | -------- | -------- | ---- | ---- | ----- | ------ | ------ | ------ |
| 1.º  | Tianjin Bohai Bank       | 9   | 3        | 3        | 0        | 9    | 0    | MAX   | 225    | 178    | 1.264  |
| 2.º  | Numia Vero Volley Milano | 6   | 3        | 2        | 1        | 6    | 3    | 2.000 | 218    | 179    | 1.217  |
| 3.º  | Gerdau Minas             | 3   | 3        | 1        | 2        | 3    | 6    | 0.500 | 202    | 204    | 0.990  |
| 4.º  | Zamalek Sporting Club    | 0   | 3        | 0        | 3        | 0    | 9    | 0.000 | 141    | 225    | 0.626  |

|  | Avanza a semifinales |

Actualizado al 22-12-2024. Fuente: FIVB
Todos los horarios se encuentran en hora local de Hangzhou, UTC +8
| 17/12/2024 - 09:00 | Gerdau Minas | 0 – 3                         | Numia Vero Volley Milano | Estadio Yellow Dragon, Hangzhou |  |
|                    |              | ( 17–25 22–25 25–27 ) Reporte |                          |                                 |  |

| 17/12/2024 - 19:30 | Tianjin Bohai Bank | 3 – 0                         | Zamalek Sporting Club | Estadio Yellow Dragon, Hangzhou |  |
|                    |                    | ( 25–16 25–18 25–15 ) Reporte |                       |                                 |  |

| 18/12/2024 - 12:30 | Gerdau Minas | 3 – 0                         | Zamalek Sporting Club | Estadio Yellow Dragon, Hangzhou |  |
|                    |              | ( 25-17 25-21 25-14 ) Reporte |                       |                                 |  |

| 18/12/2024 - 19:30 | Tianjin Bohai Bank | 3 – 0                         | Numia Vero Volley Milano | Estadio Yellow Dragon, Hangzhou |  |
|                    |                    | ( 25-21 25-22 25-23 ) Reporte |                          |                                 |  |

| 19/12/2024 - 19:30 | Numia Vero Volley Milano | 3 – 0                        | Zamalek Sporting Club | Estadio Yellow Dragon, Hangzhou |  |
|                    |                          | ( 25-9 25-13 25-18 ) Reporte |                       |                                 |  |

| 20/12/2024 - 19:30 | Tianjin Bohai Bank | 3 – 0                         | Gerdau Minas | Estadio Yellow Dragon, Hangzhou |  |
|                    |                    | ( 25-19 25-22 25-22 ) Reporte |              |                                 |  |

### Grupo B
| Pos. | Equipo                        | Pts | Partidos | Partidos | Partidos | Sets | Sets | Sets  | Puntos | Puntos | Puntos |
| Pos. | Equipo                        | Pts | PJ       | PG       | PP       | SG   | SP   | SR    | PG     | PP     | PR     |
| ---- | ----------------------------- | --- | -------- | -------- | -------- | ---- | ---- | ----- | ------ | ------ | ------ |
| 1.º  | Prosecco Doc Imoco Conegliano | 9   | 3        | 3        | 0        | 9    | 0    | MAX   | 225    | 149    | 1.510  |
| 2.º  | Dentil Praia Clube            | 6   | 3        | 2        | 1        | 6    | 3    | 2.000 | 200    | 175    | 1.142  |
| 3.º  | Nec Red Rockets Kawasaki      | 3   | 3        | 1        | 2        | 3    | 6    | 0.500 | 191    | 196    | 0.974  |
| 4.º  | LP Bank Ninh Binh             | 0   | 3        | 0        | 3        | 0    | 9    | 0.000 | 129    | 225    | 0.573  |

|  | Avanza a semifinales |

Actualizado al 22-12-2024. Fuente: FIVB
Todos los horarios se encuentran en hora local de Hangzhou, UTC +8
| 17/12/2024 - 12:30 | Prosecco Doc Imoco Conegliano | 3 – 0                         | Dentil Praia Clube | Estadio Yellow Dragon, Hangzhou |  |
|                    |                               | ( 25–20 25–15 25–15 ) Reporte |                    |                                 |  |

| 17/12/2024 - 16:00 | Nec Red Rockets Kawasaki | 3 – 0                         | LP Bank Ninh Bình | Estadio Yellow Dragon, Hangzhou |  |
|                    |                          | ( 25–18 25–15 25–13 ) Reporte |                   |                                 |  |

| 18/12/2024 - 09:00 | Prosecco Doc Imoco Conegliano | 3 – 0                        | LP Bank Ninh Bình | Estadio Yellow Dragon, Hangzhou |  |
|                    |                               | ( 25–16 25–8 25–15 ) Reporte |                   |                                 |  |

| 18/12/2024 - 16:00 | Nec Red Rockets Kawasaki | 0 – 3                         | Dentil Praia Clube | Estadio Yellow Dragon, Hangzhou |  |
|                    |                          | ( 17-25 23-25 16-25 ) Reporte |                    |                                 |  |

| 19/12/2024 - 15:00 | LP Bank Ninh Bình | 0 – 3                         | Dentil Praia Clube | Estadio Yellow Dragon, Hangzhou |  |
|                    |                   | ( 15-25 17-25 12-25 ) Reporte |                    |                                 |  |

| 20/12/2024 - 15:00 | Prosecco Doc Imoco Conegliano | 3 – 0                         | Nec Red Rockets Kawasaki | Estadio Yellow Dragon, Hangzhou |  |
|                    |                               | ( 25-21 25-20 25-19 ) Reporte |                          |                                 |  |

### Ronda final
|  | Semifinales                   | Semifinales                   |   |                    | Final                    | Final |  |
|  |                               |                               |   |                    |                          |       |  |
|  |                               |                               |   |                    |                          |       |  |
|  | 21 de diciembre               |                               |   |                    |                          |       |  |
|  | Tianjin Bohai Bank            | 3                             |   |                    |                          |       |  |
|  | Dentil Praia Clube            | 1                             |   |                    |                          |       |  |
|  |                               |                               |   |                    |                          |       |  |
|  |                               |                               |   |                    | 22 de diciembre          |       |  |
|  |                               |                               |   |                    | Tianjin Bohai Bank       | 0     |  |
|  |                               | Prosecco Doc Imoco Conegliano | 3 |                    |                          |       |  |
|  |                               |                               |   |                    |                          |       |  |
|  |                               |                               |   |                    |                          |       |  |
|  |                               |                               |   |                    | Tercer lugar             |       |  |
|  | 21 de diciembre               | 21 de diciembre               |   | 22 de diciembre    | 22 de diciembre          |       |  |
|  | Prosecco Doc Imoco Conegliano | 3                             |   | Dentil Praia Clube | 0                        |       |  |
|  | Numia Vero Volley Milano      | 0                             |   |                    | Numia Vero Volley Milano | 3     |  |

Actualizado al 22-12-2024. Fuente: FIVB
Todos los horarios se encuentran en hora local de Hangzhou, UTC +8

#### Semifinales
| 21 de diciembre 15:00 | Tianjin Bohai Bank | 3 – 1                               | Dentil Praia Clube | Estadio Yellow Dragon, Hangzhou |  |
|                       |                    | ( 25-23 25-21 24-26 25-22 ) Reporte |                    |                                 |  |

| 21 de diciembre 19:30 | Prosecco Doc Imoco Conegliano | 3 – 0                         | Numia Vero Volley Milano | Estadio Yellow Dragon, Hangzhou |  |
|                       |                               | ( 25-23 25-14 25-23 ) Reporte |                          |                                 |  |

#### Tercer puesto
| 22 de diciembre 15:00 | Dentil Praia Clube | 0 – 3                         | Numia Vero Volley Milano | Estadio Yellow Dragon, Hangzhou |  |
|                       |                    | ( 23-25 16-25 13-25 ) Reporte |                          |                                 |  |

#### Final
| 22 de diciembre 19:30 | Tianjin Bohai Bank | 0 – 3                         | Prosecco Doc Imoco Conegliano | Estadio Yellow Dragon, Hangzhou |  |
|                       |                    | ( 21-25 15-25 20-25 ) Reporte |                               |                                 |  |

## Premios individuales
| Categoría                 | Jugadora      | Club                          |
| ------------------------- | ------------- | ----------------------------- |
| Jugadora más valiosa      | Isabelle Haak | Prosecco Doc Imoco Conegliano |
| Mejor armadora            | Joanna Wołosz | Prosecco Doc Imoco Conegliano |
| Mejores puntas receptoras | Li Yingying   | Tianjin Bohai Bank            |
| Mejores puntas receptoras | Zhu Ting      | Prosecco Doc Imoco Conegliano |
| Mejores centrales         | Hena Kurtagić | Numia Vero Volley Milano      |
| Mejores centrales         | Sarah Fahr    | Prosecco Doc Imoco Conegliano |
| Mejor opuesta             | Isabelle Haak | Prosecco Doc Imoco Conegliano |
| Mejor líbero              | Liu Liwen     | Tianjin Bohai Bank            |